# Hyloscirtus torrenticola
Espèce
Synonymes
- Hyla torrenticola Duellman & Altig, 1978

Statut de conservation UICN

 VU B1ab(iii) : Vulnérable
Hyloscirtus torrenticola est une espèce d'amphibiens de la famille des Hylidae.

## Répartition
Cette espèce se rencontre entre 740 et 1 700 m d'altitude sur le versant amazonien de la cordillère Orientale, :
- en Équateur dans les provinces de Sucumbíos et de Napo ;
- en Colombie dans les départements de Caquetá et de Putumayo.

## Publication originale
- Duellman & Altig, 1978 : New Species of Tree Frogs (Family Hylidae) from the Andes of Colombia and Ecuador. Herpetologica, vol. 34, no 2, p. 177-185.